# Edmond Fitzmaurice
Pour les articles homonymes, voir Fitzmaurice.
Edmond George Petty-Fitzmaurice (19 juin 1846-21 juin 1935) est un homme politique libéral britannique. Il est sous-secrétaire d'État aux Affaires étrangères de 1883 à 1885 et de nouveau de 1905 à 1908, lorsqu'il entre au cabinet en tant que Chancelier du duché de Lancastre sous la direction de Herbert Henry Asquith. Cependant, la maladie l'a contraint à démissionner l'année suivante. Il est anobli comme 1er baron Fitzmaurice.

## Jeunesse et éducation
Né à Lansdowne House, Mayfair, Londres, il est le deuxième fils d'Henry Petty-Fitzmaurice (4e marquis de Lansdowne) et de sa deuxième épouse Emily de Flahaut, fille de l'homme d'État français Charles de Flahaut. Son frère aîné est l'homme d'État Henry Petty-Fitzmaurice (5e marquis de Lansdowne). Fitzmaurice fait ses études au Collège d'Eton and Trinity College de Cambridge, où il est président de la Cambridge Union en 1866. Il est admis au Barreau de Lincoln's Inn en 1871, mais n'a jamais exercé.

## Carrière politique
En 1868, Fitzmaurice est élu sans opposition au Parlement pour la circonscription familiale de Calne, siège qu'il occupe jusqu'en 1885 et sert comme secrétaire parlementaire privé de Robert Lowe, chancelier de l'Échiquier et plus tard ministre de l'Intérieur, de 1872 à 1874, lorsque les libéraux ont quitté le pouvoir. Il est nommé commissaire à Constantinople en 1880, supervisant la réorganisation des provinces européennes de l'Empire ottoman en vertu du traité de Berlin de 1878. Cependant, ses plans et idées ambitieuses pour la région n'ont jamais été mises en œuvre.
Les libéraux sont revenus au pouvoir en 1880 et, en 1883, Gladstone nomme Fitzmaurice sous-secrétaire d'État aux Affaires étrangères, succédant à Charles Dilke, poste où il reste jusqu'à la chute du gouvernement libéral en 1885. La circonscription de Calne qu'il représentait depuis 1868 est abolie en 1885, et il se présente comme candidat libéral pour la circonscription de Glasgow de Blackfriars et Hutchesontown. Cependant, la maladie a forcé Fitzmaurice à prendre une semi-retraite avant les élections. Il revient à la vie publique en 1887, mais échoue dans ses tentatives de retour au Parlement lorsqu'il se présente pour Deptford aux élections générales de 1892 et pour Cricklade aux élections générales de 1895. Cependant, en 1898, il est élu pour Cricklade lors d'une élection partielle, une circonscription qu'il représente jusqu'en 1906. Lorsque les libéraux sont arrivés au pouvoir à la fin de 1905 sous la direction de Henry Campbell-Bannerman, Fitzmaurice est nommé à son ancien poste de sous-secrétaire d'État aux Affaires étrangères, mais à la surprise de beaucoup, il n'obtient pas un poste au Cabinet. On lui a en fait offert le poste de ministre des Affaires étrangères (qui pendant cinq ans avait été occupé par son frère Lord Lansdowne) si Sir Edward Grey le refusait (ce qu'il n'a pas fait). Fitzmaurice décide de ne pas se présenter aux élections générales de 1906 et est élevé à la pairie en tant que baron Fitzmaurice, de Leigh, dans le comté de Wiltshire. Il est resté au Foreign Office quand Herbert Henry Asquith est devenu Premier ministre en avril 1908 et est admis au Conseil privé le même mois. En octobre 1908, il est nommé Chancelier du duché de Lancastre avec un siège au Cabinet. Cependant, une récurrence de sa maladie antérieure le contraint à démissionner l'année suivante, marquant la fin de sa carrière politique. Après l'arrivée d'Asquith au poste de premier ministre, Fitzmaurice a critiqué ce qu'il considérait comme «la dérive sans but des libéraux dans la politique intérieure», bien qu'à la suite de sa démission, il fut (selon une étude) « soucieux de dissiper les rumeurs selon lesquelles sa démission était due à un faille avec Asquith ou inquiétudes sur le «Budget du peuple» controversé de Lloyd George. » .
Outre sa participation à la politique nationale, Lord Fitzmaurice est président du conseil du comté de Wiltshire de 1896 à 1906. Il est également biographe et publie des ouvrages sur son arrière-grand-père, le Premier ministre, le 2e comte de Shelburne et sur son ancêtre, l'économiste, scientifique et philosophe William Petty (dans Life of Sir William Petty 1623 - 1687, publié 1895), du 2e comte Granville et de Charles William Ferdinand, duc de Brunswick, entre autres. De plus, il est administrateur de la National Portrait Gallery et membre de la British Academy.

## Vie privée
Lord Fitzmaurice épouse Caroline FitzGerald (décédée en 1911), fille de William John FitzGerald du Connecticut, en 1889. Leur mariage est annulé en 1894 et ils n'ont aucun enfant. Il est décédé en juin 1935, deux jours après son 89e anniversaire. Le titre s'est éteint à sa mort.